# Emre Kılınç
Emre Kılınç (Adapazarı, 23 de agosto de 1994) es un futbolista turco que juega en la demarcación de extremo para el Samsunspor de la Superliga de Turquía.

## Selección nacional
Tras jugar con la selección de fútbol sub-19 de Turquía, la sub-20 y la sub-21, finalmente hizo su debut con la selección absoluta el 7 de septiembre de 2019 en un encuentro de clasificación para la Eurocopa 2020 contra Andorra, partido que finalizó con un resultado de 1-0 a favor del combinado turco tras el gol de Ozan Tufan.

## Clubes
| Club                | País    | Año       | Partidos | Goles |
| ------------------- | ------- | --------- | -------- | ----- |
| Boluspor            | Turquía | 2011-2017 | 133      | 23    |
| Sivasspor           | Turquía | 2017-2020 | 119      | 24    |
| Galatasaray S. K.   | Turquía | 2020-2022 | 80       | 9     |
| Ankaragücü (cedido) | Turquía | 2022-2023 | 32       | 2     |
| Samsunspor          | Turquía | 2023-     | 64       | 7     |

## Palmarés

### Campeonatos nacionales
| Título               | Club      | País    | Año  |
| -------------------- | --------- | ------- | ---- |
| TFF Primera División | Sivasspor | Turquía | 2017 |